# Жюль ван Клемпут
Жюль ван Клемпут (нід. Jules Van Cleemput, нар. 11 квітня 1997, Галле, Бельгія) — бельгійський футболіст, фланговий захисник клубу «Шарлеруа».

## Ігрова кар'єра

### Клубна
Жюль ван Клемпут є вихованцем футбольної школи клубу «Мехелен». Вперше виклик до основи він отримав у 2015 році але тоді не зіграв в першій команді жодного матчу.
У січні 2016 року футболіст до кінця сезону був відправлений в оренду у клуб Другого дивізіона «Гайст», де до літа взяв участь у дванадцяти поєдинках. За результатами сезону «Гайст» залишив Другий дивізіон.
Після закінчення оренди ван Клемпут повернувся до «Мехелена». 2 грудня 2016 року захисник дебютував у матчах чемпіонату Бельгії. За п'ять сезонів у складі «Мехелена» футболіст встиг знову пограти у Другому дивізіоні і повернутися до еліти. У жовтні 2020 року Жюль ван Клемпут перейшов до клубу «Шарлеруа».

### Збірна
В період з 2015 по 2016 роки Жюль ван Клемпут виступав у складі юнацької збірної Бельгії (U-19).